# Nocher
Cet article concerne la localité luxembourgeoise. Pour le nocher des Enfers, voir Charon (mythologie).
Nocher (en luxembourgeois : Nacher ) est une section de la commune luxembourgeoise de Goesdorf située dans le canton de Wiltz.
L'approvisionnement de la localité en eau potable est assuré par le château d'eau de Dahl.